# The Long Road
The Long Road es el cuarto álbum de la banda de hard rock canadiense, Nickelback. 
Todas las canciones fueron escritas y realizadas por Nickelback. Fue publicado el 23 de septiembre de 2003. Todas las letras de Chad Kroeger, excepto "Someday", que fue escrita por Ryan Peake, Chad Kroeger y Mike Kroeger. 
Es su último álbum con Ryan Vikedal en función de baterista. 
The Long Road fue certificado Triple Platino por la RIAA en marzo de 2005 y ha vendido 3379691 copias hasta de 26 de abril de 2008. 

## Lista de canciones
1. "Flat on the Floor" - 2:02
2. "Do This Anymore" – 4:03
3. "Someday" – 3:27
4. "Believe it or Not" – 4:07
5. "Feelin' Way Too Damn Good" – 4:16
6. "Because of You" – 3:30
7. "Figured You Out" – 3:48
8. "Should've Listened" – 3:42
9. "Throw Yourself Away" – 3:55
10. "Another Hole in the Head" – 3:35
11. "See You at the Show" – 4:04

Bonus Track
1. "Love Will Keep Us Together"

UK/US (en regiones seleccionadas) Bonus Track lanzados
1. "Saturday Night's Alright (For Fighting)"
2. "Yanking Out My Heart"
3. "Learn the Hard Way"

Japón Bonus Track lanzados
1. "Someday - Acoustic Version"
2. "Slow Motion"

Canciones Canceladas
1. Next Contestant (luego lanzado en All the Right Reasons)

## Videos
- 2002 - "Someday"
- 2002 - "Figured You Out"
- 2002 - "Feelin' Way Too Damn Good"
- 2003 - "Because of You"
- 2003 - "See You at the Show"

## Certificaciones Mundiales
- USA: 3,379,691+ copias (3x Platino)
- Canadá: 400,000 copias (4x Platino)
- Australia: 210,000 copias (3x Platino)
- Alemania: 200,000 copias (Platino)
- UK: 300,000 copias (Platino)
- Austria: 15,000 copias (Oro)
- Nueva Zelanda: 15,000 copias (Platino)
- Ventas Mundiales: 5,000,000 copias

- Datos: Q606513